# Oorkondenboek van Groningen en Drenthe
Het Oorkondenboek van Groningen en Drenthe is een verzameling oorkonden aangelegd aan het einde van de negentiende eeuw, waarin alle toen bekende middeleeuwse stukken waarin Groningen en/of Drenthe voorkomen zijn opgenomen. De collectie werd als boek uitgegeven in 1896, een tweede deel volgde in 1899. De oorkonden werden bewerkt door Petrus Johannes Blok, Johan Adriaan Feith, Seerp Gratama, Johannes Reitsma en Carel Pieter Louis Rutgers. De gebruikelijke afkorting is OGD. Alle opgenomen oorkonden zijn sinds 2007 online in te zien als onderdeel van het project Cartago.
De oudste oorkonde die is opgenomen betreft de schenking van landerijen in Hunsingo en Humsterland aan de abdij van Fulda. De datering van deze oorkonde is onduidelijk, tussen 750 en 1150. De oudste oorkonde die betrekking heeft op Drenthe is de schenking van een landgoed in Arlo aan het klooster van Werden.